# Marina Moschen
Marina Conceição Moschen (Angra dos Reis, 15 de outubro de 1996) é uma atriz brasileira.

## Biografia
Natural de Angra dos Reis, em 2013, aos 16 anos, se mudou para a capital do Rio com o pai, para estudar teatro e terminar o ensino médio.

## Vida pessoal
Entre 2012 e 2018 namorou por seis anos o empresário e economista Daniel Nigri. Em 2023, assumiu namoro com a fotógrafa Emília Sauaia 

## Carreira
Estreou na televisão em 2013 participando da série Adorável Psicose exibida através do canal Multishow no papel de uma bruxa. Em 2015 ganha destaque na primeira fase da novela Os Dez Mandamentos interpretando Amália. No mesmo ano viveu a protagonista Luciana em Malhação: Seu Lugar no Mundo. Em 2016 integrou o elenco da novela Rock Story interpretando Yasmin. No mesmo ano fez sua estreia no cinema no papel da personagem Amália na fase jovem no filme Os Dez Mandamentos. Em 2018 viveu Selena em Deus Salve o Rei. Em 2019,  integrou no elenco de Verão 90 no papel de Larissa.

## Filmografia

### Televisão
| Ano  | Título                       | Personagem                                     | Notas                          |
| ---- | ---------------------------- | ---------------------------------------------- | ------------------------------ |
| 2013 | Adorável Psicose             | Bruxa                                          | Episódio: "A Festa à Fantasia" |
| 2015 | Os Dez Mandamentos           | Amália (jovem)                                 | Episódios: "24–27 de março"    |
| 2015 | Malhação: Seu Lugar no Mundo | Luciana Almeida                                | Temporada 23                   |
| 2015 | Malhação: Eu Só Quero Amar   | Luciana Almeida                                |                                |
| 2016 | Rock Story                   | Yasmin Aparecida da Conceição                  |                                |
| 2018 | Deus Salve o Rei             | Selena / Sofia de Cáseres, Rainha de Lastrilha |                                |
| 2019 | Verão 90                     | Larissa Almeida de Castro Gomes                |                                |
| 2022 | No Mundo da Luna             | Luna Lovari                                    |                                |

### Cinema
| Ano  | Título         | Personagem |
| ---- | -------------- | ---------- |
| 2023 | A Última Festa | Nina       |

## Prêmios e indicações
| Ano  | Prêmio                        | Categoria                              | Trabalho         | Resultado |
| ---- | ----------------------------- | -------------------------------------- | ---------------- | --------- |
| 2023 | Premios Produ                 | Melhor Atriz Principal - Série Comédia | No Mundo da Luna | Pendente  |
| 2024 | Festival Sesc Melhores Filmes | Melhor Atriz Nacional                  | A Última Festa   | Pendente  |